# Basílica de Santa Maria em Via
Santa Maria in Via ou Basílica de Santa Maria in Via é uma igreja titular de Roma. Já existia no local uma igreja ou uma capela no século IX, mas ela foi reconstruída depois de relatos de um milagre que teria ocorrido ali. Em 1165, ela já aparece com o nome atual, cujo termo "in Via", que significa "no caminho", é uma referência à proximidade da Via Flamínia. Em 1513, a igreja foi colocada aos cuidados dos padres servitas por Leão X, que ainda servem ali.
O título de Santa Maria em Via foi instituído pelo papa Júlio III em 1551 e seu atual cardeal-presbítero é Raúl Eduardo Vela Chiriboga, arcebispo-emérito de Quito, no Equador. Santa Maria é também a igreja nacional da comunidade equatoriana em Roma.

## História
No local onde está a presente igreja ficava a propriedade do cardeal Pietro Capocci, incluindo o poço e os estábulos. Na noite de 26 de setembro de 1256, o poço transbordou e uma imagem de Nossa Senhora apareceu flutuando nas águas, mas desapareceu logo assim que foi tocada. O papa Alexandre IV declarou um milagre e ordenou a construção de uma nova capela no local sobre o poço. Esta capela, que atualmente é a primeira do lado direita da moderna igreja, ainda existe e o poço do milagre ainda está in situ.
O papa Inocêncio VIII ordenou a construção da moderna igreja durante seu papado e obra foi realizada entre 1491 e 1513. A obra ficou a cargo primeiro de Francesco da Volterra e depois de Carlo Lombardi. A fachada e o pórtico foram projetados por Pietro da Cortona (1660). O altar-mor foi decorado por Santi Ghetti. A reforma terminou durante período que o cardeal São Roberto Belarmino foi o titular da igreja, em 1604.

## Galeria

Imagens da igreja
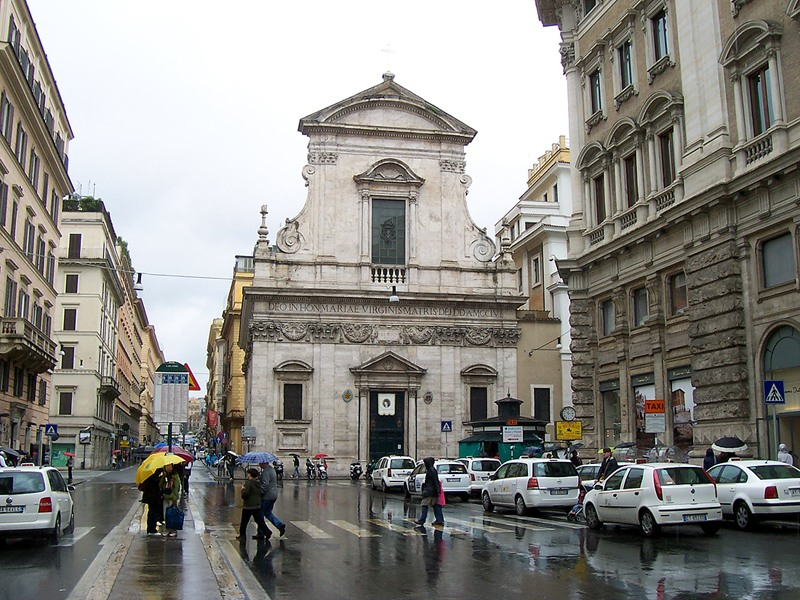
Vista da igreja
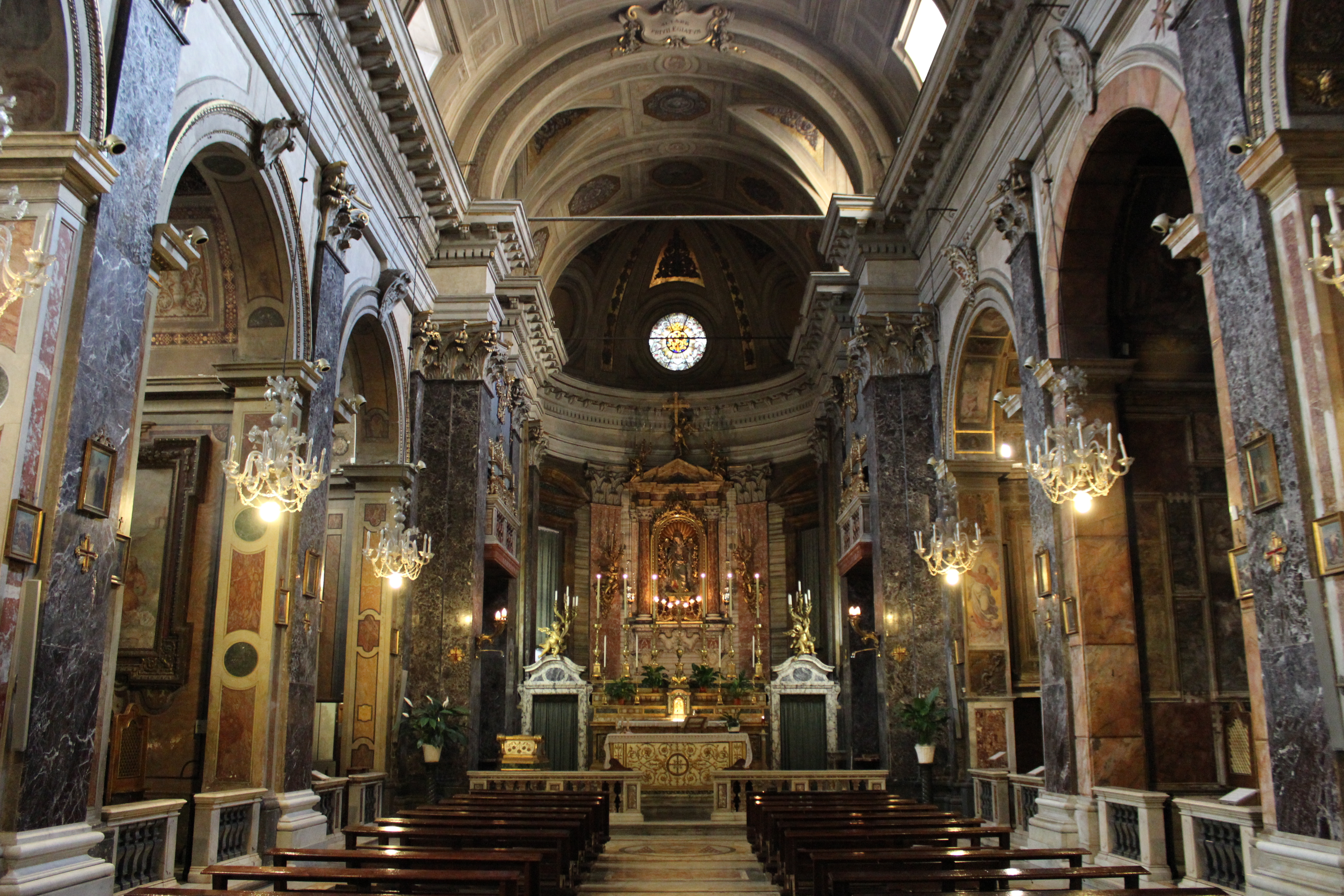
Interior
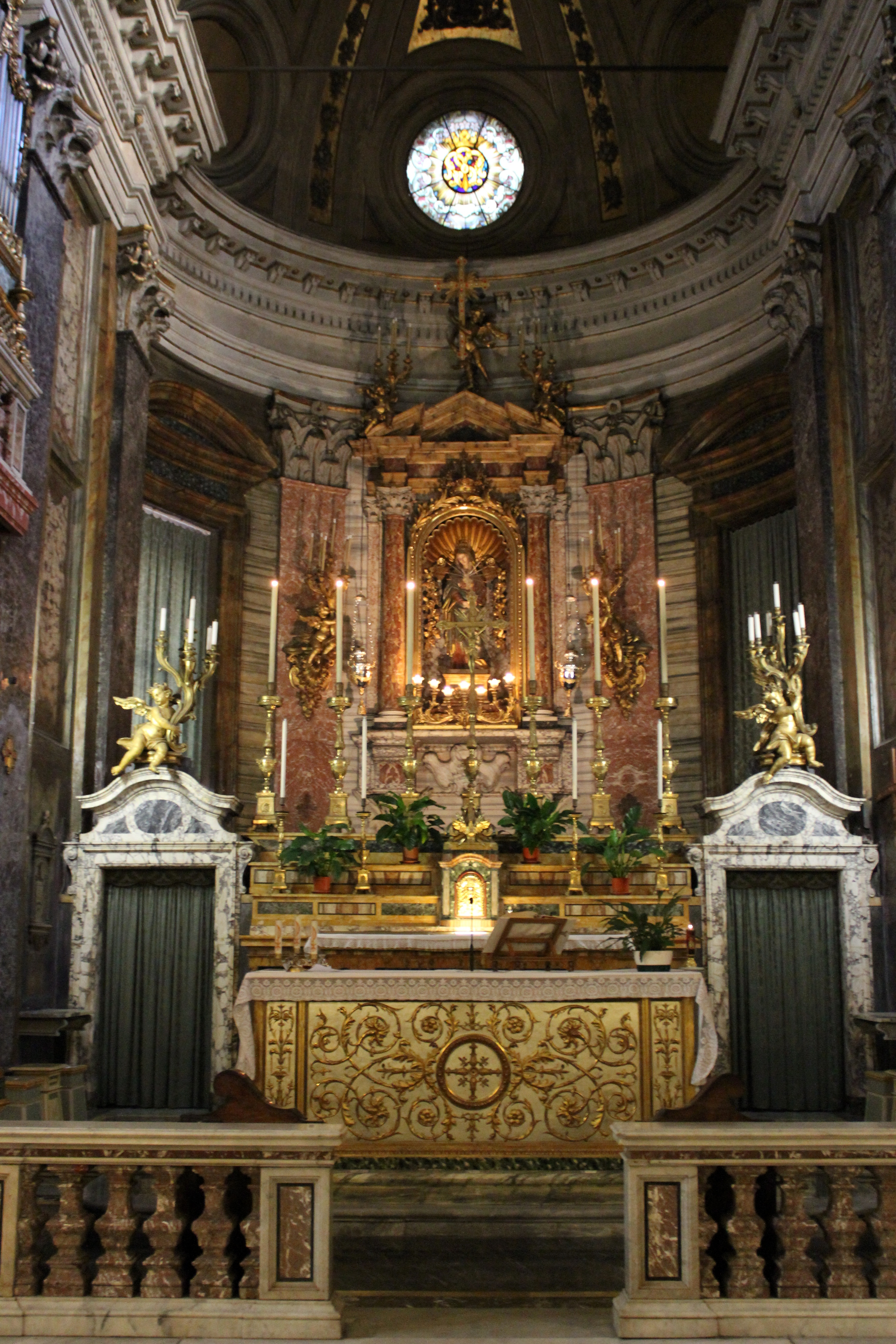
Altar-mor
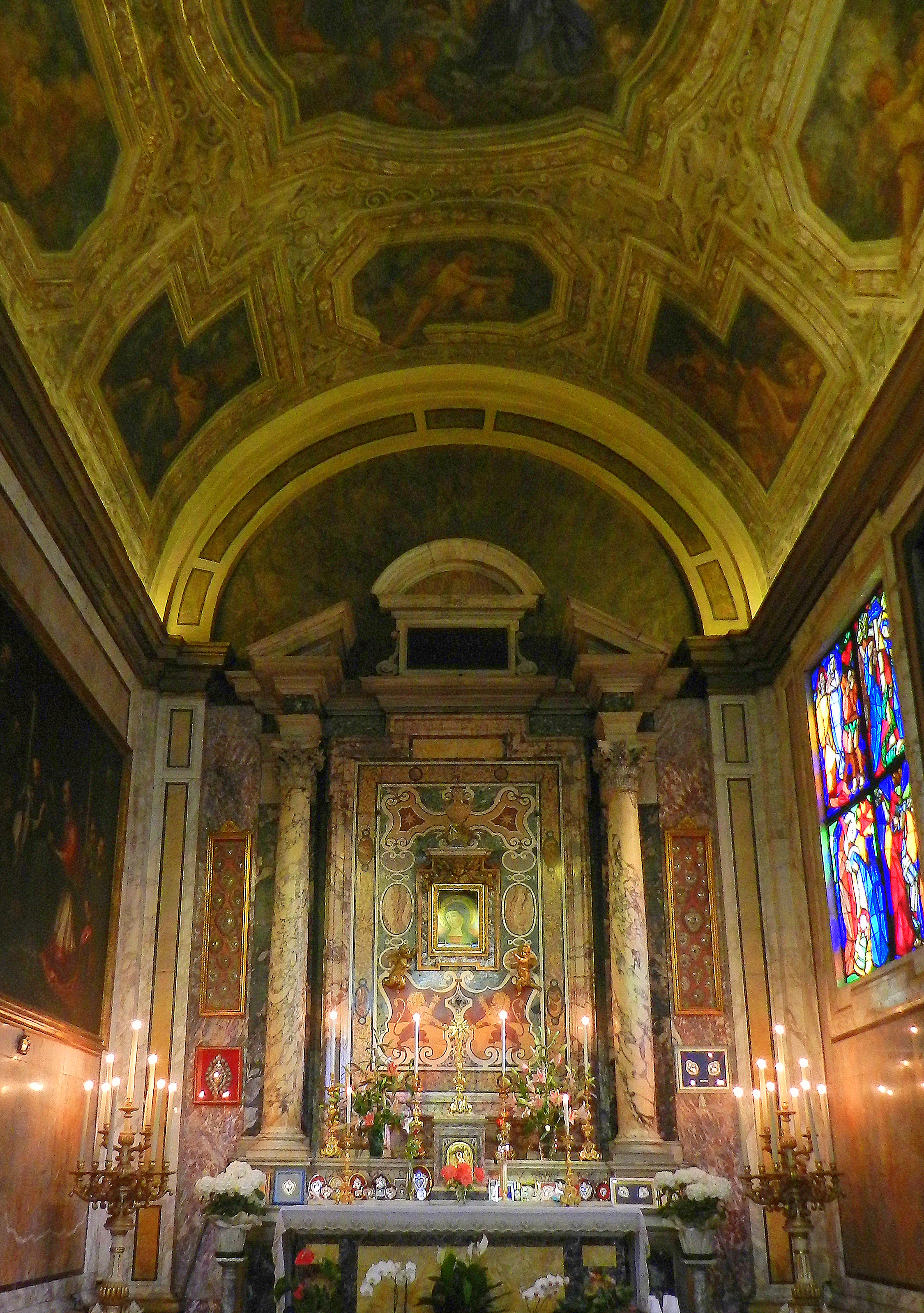
Capela da Madonna del Pozo